# Caloocan
Thành phố Caloocan, (tiếng Philippines: Lungsod ng Kalookan) là một thành phố của Philippines. Đây là thành phố lớn thứ ba của quốc gia này. Theo tổng điều tra năm 2000, dân số của Caloocan là: 1.177.604 người và theo ước lượng năm 2005, thành phố này có 1.352.132 dân. Đây là một bộ phận của Vùng đô thị Manila.